# Leptothorax acervorum
Espèce
Synonymes
- Leptothorax acervorum acervorum (Fabricius, 1793)[1]
- Leptothorax acervorum vandeli (Bondroit, 1920)[1]
- Leptothorax vandeli (Bondroit, 1920)[1]
- Mychothorax acervorum var. vandeli Bondroit, 1920[1]

Leptothorax acervorum est une espèce de fourmis de petite taille et de couleur brune à jaune de la sous-famille des Myrmicinae,  largement répandue dans les forêts de conifères de l'hémisphère Nord. La morphologie de Leptothorax acervorum est extrêmement similaire à celle des autres fourmis du genre Leptothorax. Elle est reconnaissable à son aspect bicolore :  la tête et le métasome sont plus foncés que le segment mésosomique du corps et présente des poils sur tout le corps. Les reines sont connues pour avoir un comportement oophage.

## Taxonomie
Leptothorax acervorum a été décrite pour la première fois par Fabricius en 1793 dans Entomologia systematica emendata et aucta. Vol 2. On lui connait plusieurs sous espèces :
Selon Catalogue of Life (30 avril 2020) :
- sous-espèce Leptothorax acervorum acervorum (Fabricius, 1793)
- sous-espèce Leptothorax acervorum nigrescens Ruzsky, 1905
- sous-espèce Leptothorax acervorum superus Ruzsky, 1905
- sous-espèce Leptothorax acervorum vandeli (Bondroit, 1920)

## Description

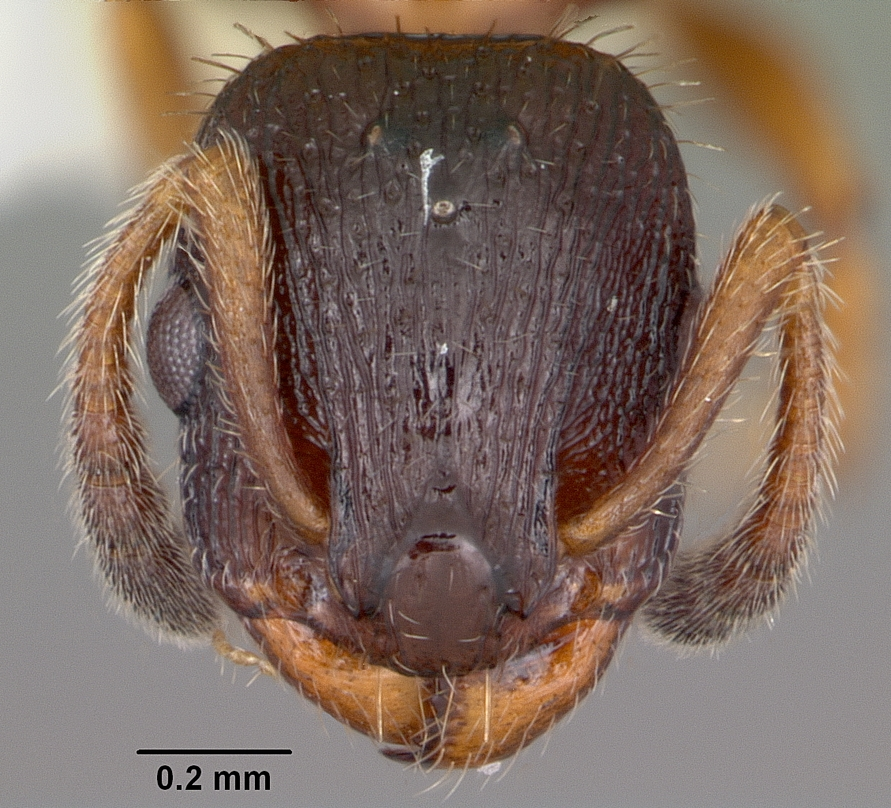
Tête de Leptothorax acervorum.

Leptothorax acervorum est une petite fourmi rouge,. Similaire aux autres fourmis, Leptothorax acervorum présente des antennes coudées, des glandes métaplurales et une constriction du deuxième segment abdominal. L'exosquelette constitue une enveloppe protectrice du corps, qui peut être divisé en trois segments : la tête, le mésosome et le métasome. La tête contient des yeux qui détectent les mouvements aigus, trois petits ocelles pour détecter la lumière et la polarisation, et deux mandibules,. Deux antennes sont attachées à la tête. La massue antennaire à l'extrémité des antennes est composée de trois segments. Les six pattes sont attachées au mésosome, lequel abrite les organes internes vitaux de l'insecte.
Le pédicelle du métasome est à deux segments, ce qui est unique pour la sous-famille des Myrmicinae. La tête et l'abdomen sont sombres, ce qui donne à la fourmi un aspect bicolore. Les individus sont petits : les ouvrières mesurent environ 3 mm de long et les reines ne sont que 10% plus grandes. 
D'après une expérience de taxonomie réalisée par Dekoninck, le corps entier de Leptothorax acervorum est de couleur brun clair et est couvert de poils dressés. La région de la tête et la massue antennaire sont de couleur légèrement plus foncée. Le thorax a été décrit comme étant de couleur brun clair et ayant une épaule arrondie.

### Ouvrières
Les ouvrières ont un corps de couleur rougeâtre à jaune brunâtre, la tête, la massue antennaire et la surface dorsale étant plus foncées. Les nœuds du pétiole et les fémurs sont fréquemment infusés. Ils possèdent un total de onze segments d'antennes. La tête est striée longitudinalement et lisse, et sa longueur moyenne est généralement de 3,7 à 4,5 mm.

### Reine
La reine a une apparence similaire à celle de l'ouvrière. Cependant, la couleur de la reine est brun foncé, parfois presque entièrement noire. La longueur moyenne de la reine est comprise entre 3,8 et 4,8 mm.

### Mâle
Le mâle, de couleur noir brunâtre, est robuste et nettement plus grand que l'ouvrière et la reine. Il possède des antennes à douze segments. La longueur moyenne est comprise entre 4,5 et 5 mm.

### Variations de taille selon larègle de Bergmann
La règle de Bergmann établit que chez les animaux d'une même espèce, la taille du corps augmente avec la latitude. Des études ont vérifié si cette règle s'applique également aux insectes sociaux. Des ouvrières de Leptothorax acervorum ont été comptées dans un échantillon de colonies d'Erlangen et de Carélie. La taille des ouvrières était nettement plus importante dans la population de Carélie, la longueur moyenne du thorax étant de 1,15 ± 0,07 mm. La longueur moyenne du thorax de la population d'Erlangen était de 1,08 ± 0,05 mm. Comme on peut le constater, les ouvrières de Carélie étaient en moyenne 10% plus grandes que celles d'Erlangen. Les résultats suggèrent que les tailles corporelles plus importantes chez Leptothorax acervorum provenant d'habitats boréaux pourraient résulter d'une sélection pour une plus grande endurance au jeûne. Les grandes ouvrières avaient plus de graisse que les petites, et survivaient plus longtemps dans des environnements plus froids. Leptothorax acervorum pourrait prolonger sa durée de survie dans les régions où les hivers sont longs et le climat imprévisible en stockant davantage de réserves.

## Distribution

### Habitat
Leptothorax acervorum se rencontre communément dans les forêts de conifères sèches, où elle niche dans de petites branches pourries, des souches d'arbres et sous l'écorce. Cependant, les colonies qui vivent à la périphérie de son aire de répartition sont inégalement réparties. La distribution inégale est positivement corrélée à une augmentation de la latitude car, dans le cas où une reine quitte sa colonie en raison d'un déficit de ressources, il y a une faible possibilité qu'elle en trouve une autre et entre ainsi en concurrence avec elle. L'environnement idéal pour cette espèce est constitué de biomes tempérés ou subtropicaux, dans lesquels les ressources sont facilement disponibles pour la survie et le succès de la colonie.

### Aire géographique
Leptothorax acervorum peuple largement l'Europe centrale, occidentale et septentrionale, allant du centre de l'Espagne et de l'Italie (40° N) aux habitats de l'écotone de la toundra/taiga du nord de la Scandinavie et de la Sibérie (40° N).  Lorsque cette espèce se trouve en marge de son aire de répartition, là où les ressources pour la survie ne sont pas aussi facilement disponibles, les zones de développement de la colonie et de nidification sont plus rares. 

## Comportement et constitution des colonies
Les colonies sont petites par rapport à celles des autres fourmis : elles comptent de quelques dizaines à quelques centaines d'ouvrières et en général plusieurs reines,. Cette fourmi peut fonder des colonies monogynes à la périphérie de son aire de répartition géographique. Ainsi dans les montagnes du Nord de l'Espagne, on a constaté que les colonies étaient systématiquement monogynes ; cette espèce est considérée comme menacée dans cette zone .

### Comportement de la reine
Leptothorax acervorum est un organisme modèle qui permet d'étudier la structure sociale des colonies à reines multiples. Leptothorax acervorum est une fourmi facultativement polygyne, ce qui signifie qu'il existe des colonies avec une ou plusieurs reines, et que ces colonies acquièrent des reines supplémentaires par adoption - la polygynie est donc secondaire. L'analyse allozyme électrophorétique a démontré que les reines qui cohabitent sont des proches parentes. Cela renforce l'hypothèse selon laquelle les reines des colonies de Leptothorax acervorum forment des groupes mère-fille-sœur, qui naissent de l'adoption de reines nouvellement accouplées dans leur nid natal.
Les reines nouvellement écloses s'accouplent avec des mâles non apparentés près du nid natal, puis y retournent, où elles sont ré-adoptées. D'autres reines se dispersent dans des groupes d'accouplement, s'accouplent, puis quittent les groupes pour établir de nouvelles colonies ailleurs. Les accouplements à proximité du nid peuvent avoir lieu parce que les reines de Leptothorax acervorum attirent les mâles par l'intermédiaire de phéromones,.

### Oophagie
Un comportement important observé chez Leptothorax acervorum est la consommation d'œufs reproducteurs par les reines. En moyenne, environ 69 % des œufs consommés étaient intacts. Toujours dans les colonies observées, les proportions d'œufs mangés par rapport à l'ensemble des œufs pondus étaient de 25 %, 93 %, 125 % (c'est-à-dire que le nombre d'œufs mangés était supérieur à celui des œufs pondus pendant cette période) et 64 %. Cette oophagie a eu un impact majeur sur la production d'œufs de la colonie. Les reines ne semblaient pas faire preuve de discrimination lorsqu'elles visaient les œufs. On a en fait observé qu'une reine interrompait une reine mangeuse d'œufs et retirait l'œuf pour le manger elle-même. Le taux d'alimentation est positivement corrélé à la fécondité. Dans les quatre colonies où des œufs intacts ont été mangés, l'une des deux reines les plus fécondes figurait parmi les deux premières mangeuses d'œufs.
La reine Leptothorax acervorum mange des œufs en les ramassant avec ses mandibules et en les manipulant contre sa bouche avec ses pattes antérieures. Elle perce la peau membraneuse de l'œuf et fait couler le liquide de l'œuf par le trou. Lorsque le contenu de l'œuf est vidé, généralement après quelques minutes, la reine se débarrasse de la peau restante en la laissant tomber sur le sol ou en la plaçant sur les pièces buccales d'une larve (qui mange alors la peau).
Une explication possible de ce phénomène est la compétition reproductive entre les reines. Cependant, l'absence générale de défense de l'œuf et d'agressivité manifeste semblent apporter la preuve du contraire. Il est possible qu'une confrontation directe augmente le risque de blessure pour la reine pondeuse, rendant ainsi la défense de l'œuf trop coûteuse.

### Comportement reproducteur
Dans une étude menée en Espagne, Leptothorax acervorum est devenu active dans les incubateurs environ une ou deux heures après la montée de température matinale. À ce moment-là, le comportement d'accouplement pouvait être étudié à la lumière du jour. Lorsque la température atteignait 25 °C, les femelles ailées quittaient les chambres du nid et grimpaient sur les parois de la cage d'envol pour effectuer un comportement d'appel sexuel stationnaire. D'autres femelles ont montré un comportement sexuel à très courte distance de l'entrée du nid. Le vol avant l'appel sexuel n'a jamais été observé.
Les mâles étaient toujours très excités lorsqu'ils étaient mis dans une cage d'envol avec des femelles appelantes, et ils essayaient immédiatement de monter une femelle appelante et d'insérer les organes génitaux. Lors du premier contact, les deux partenaires s'antinisent intensivement. Après l'insertion des parties génitales, le mâle bascule en arrière et reste immobile dans cette position. La femelle reste généralement immobile pendant la copulation et le mâle tond parfois ses antennes. Après 30 à 90 s, la femelle se retourne et mord dans le ventre du mâle, ce qui se termine généralement par une séparation 10 à 20 s plus tard. Les copulations peuvent être observées jusqu'à six ou sept heures après la montée de température matinale, bien que la plupart des copulations aient eu lieu entre une et deux heures après que les premières femelles aient commencé à montrer des signes d'appel sexuel.